# Покоска (приток Мшаги)
Покоска — река в России, протекает по Шимскому району Новгородской области. Река берёт начало в болоте, течёт на восток, протекает вдоль северной границы посёлка Уторгош, ниже на правом берегу стоит деревня Плосково Уторгошского сельского поселения. Устье реки находится в 37 км по левому берегу реки Мшага. Длина реки составляет 10 км.

## Данные водного реестра
По данным государственного водного реестра России относится к Балтийскому бассейновому округу, водохозяйственный участок реки — Шелонь, речной подбассейн реки — Волхов. Относится к речному бассейну реки Нева (включая бассейны рек Онежского и Ладожского озера).
Код объекта в государственном водном реестре — 01040200412102000024946.